# 69273 Derbyastro
69273 Derbyastro este o planetă minoră (asteroid), cu un diametru de 4,572 km, din centura de asteroizi. A fost descoperită pe 4 octombrie 1989 la Stakenbridge observatory⁠(d) de Brian G. W. Manning⁠(d). 
Obiectul prezintă o orbită caracterizată de o semiaxă mare de 2,749565822053 UAi, o excentricitate de 0,23292246208128, o înclinație de 11,117591493834 ° în raport cu ecliptica.